# Montizetes arcticus
Montizetes arcticus är en kvalsterart som först beskrevs av Yu.A. Pankov 1993.  Montizetes arcticus ingår i släktet Montizetes och familjen Oribellidae. Inga underarter finns listade i Catalogue of Life.